# Chacodelphys formosa
A cuíca-pigméia-do-Chaco (vernáculo artificial derivado das línguas espanhola e inglesa)  (Chacodelphys formosa) é uma espécie de marsupial da família dos didelfiídeos (Didelphidae). Gardner (2005) incluiu a espécie no gênero Gracilinanus, entretanto, Voss e colaboradores elevaram a espécie num gênero próprio, o Chacodelphys. A espécie é endêmica da Argentina, sendo encontrada na região do Chaco.